# Barbie, a Hercegnő és a Koldus
A Barbie és a hercegnő koldus (eredeti cím: Barbie as the Princess and the Pauper) 2004-ben megjelent amerikai 3D-s számítógépes animációs film, amelyet William Lau rendezett. Az animációs játékfilm forgatókönyvét Elana Lesse, Cliff Ruby, és Mark Twain írták. Zenéjét Arnie Roth szerezte. A dalokat Megan Cavallari és Amy Powers írta.  A videofilm a Lions Gate Entertainment gyártásában készült. Műfaja zenés filmvígjáték.
Amerikában 2004. szeptember 28-án adták ki DVD-n.
Magyarországon 2004. november 28-án 16:00-kor adta le először a Minimax.

## Szereplők
| Szereplő           | Eredeti hang       | Magyar hang          | Énekhang       | Leírás |
| ------------------ | ------------------ | -------------------- | -------------- | ------ |
| Barbie (Anneliese) | Kelly Sheridan     | Csondor Kata         | Auth Csilla    |        |
| Barbie (Erika)     | Kelly Sheridan     | Csondor Kata         | Lajtai Kati    |        |
| Preminger          | Martin Short       | Kőszegi Ákos         | Sasvári Sándor |        |
| Julian             | Alessandro Juliani | Hevér Gábor          | Miller Zoltán  |        |
| Dominic király     | Mark Hildreth      | Markovics Tamás      | Nagy Sándor    |        |
| Serafina           | Kathleen Barr      | Hámori Eszter        | -              |        |
| Wolfie             | Ian James Corlett  | Crespo Rodrigo       | -              |        |
| Erwin              | Colin Murdock      | Kárpáti Tibor        | -              |        |
| Királynő           | Ellen Kennedy      | Menszátor Magdolna   | -              |        |
| Nick               | Brian Drummond     | Csík Csaba Krisztián | -              |        |
| Nack               | Brian Drummond     | Megyeri János        | -              |        |
| Madam Carp         | Pam Hyatt          | Tóth Judit           | -              |        |
| Nagykövet          | Lee Tockar         | Pálfai Péter         | -              |        |
| Kövér lovag        | Garry Chalk        | Szinovál Gyula       | -              |        |